# Krupuk kulit

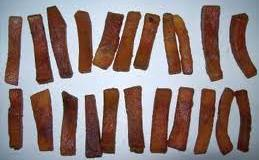
Krupuk kulit avant friture.

Le krupuk kulit (javanais : rambak ; minangkabau : karupuak jangek ; littéralement : « chips de peau ») est un krupuk traditionnel indonésien de peau de bovin. Traditionnellement, il est à base de peau de vache ou de buffle d'eau. La peau est coupée en dés et séchée au soleil jusqu'à qu'elle durcisse et perde toute son eau. Elle est ensuite frite dans l'huile afin de la rendre croustillante.
Le krupuk kulit accompagne certains plats. Dans la cuisine de Padang, il accompagne des plats tels que le nasi Padang ou le sate Padang. À Java, le krupuk kulit est un ingrédient essentiel du krechek, un plat de krupuk kulit dans un ragoût de lait de coco épicé.

## Recettes
La plupart des krupuk kulit vendus en Indonésie sont à base de peaux de bovins. Cependant, dans certaines zones et communautés à majorité non musulmane, comme Bali, Batak, et certains quartiers asiatiques, comme à Medan, on peut trouver des krupuk kulit à base de peau de porc.